# Масанет-да-Кабреньш
Масанет-да-Кабреньш (кат. Maçanet de Cabrenys) - муніципалітет, розташований в Автономній області Каталонія, в Іспанії. Знаходиться у районі (кумарці) Ал Ампурда провінції Жирона, згідно з новою адміністративною реформою перебуватиме у складі Баґарії (округи) Жирона.

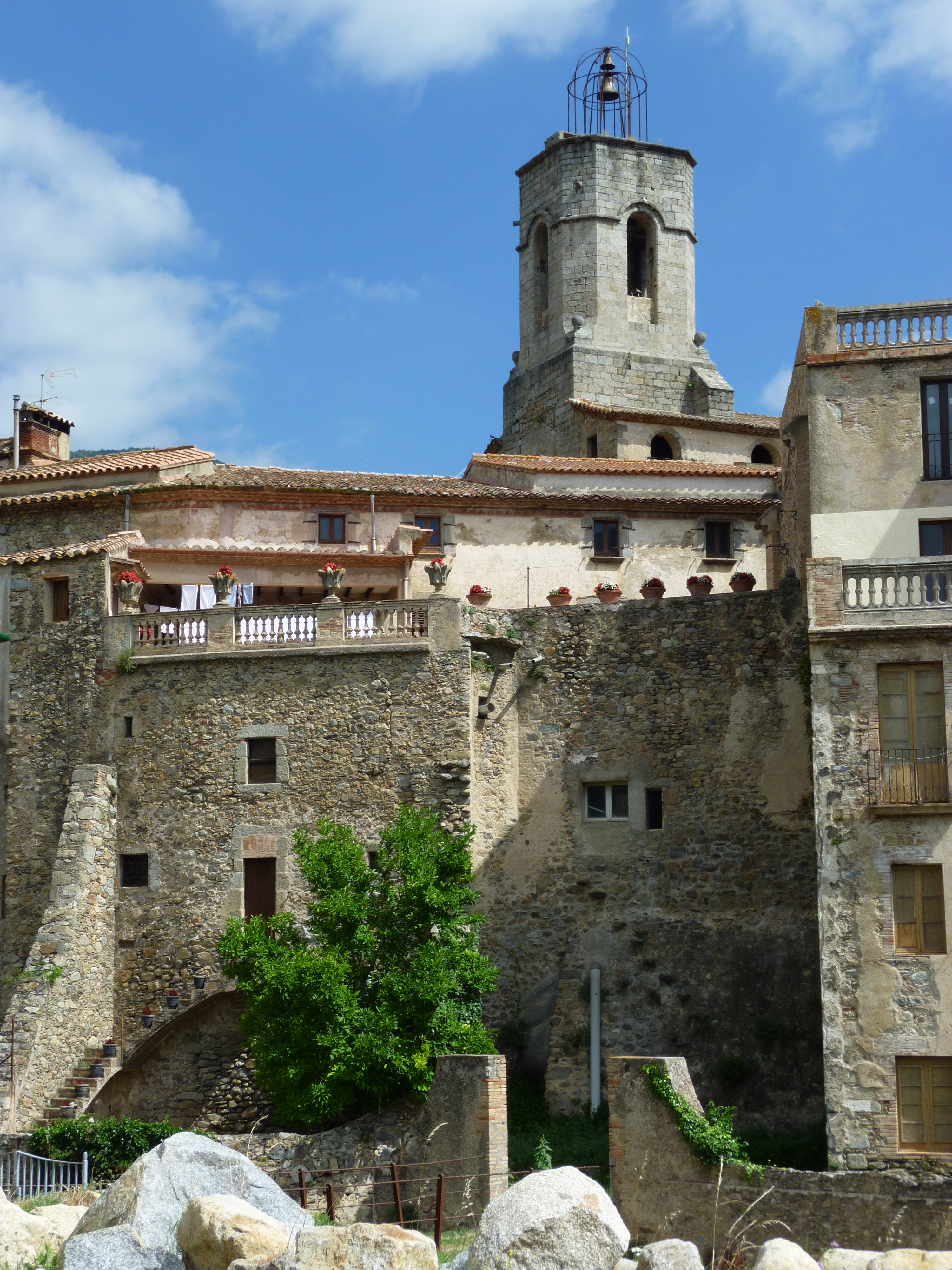

## Населення
Населення міста (у 2007 р.) становить 722 особи (з них менше 14 років - 8,3%, від 15 до 64 - 62,3%, понад 65 років - 29,4%). У 2006 р. народжуваність склала 9 осіб, смертність - 8 осіб, зареєстровано 1 шлюб. У 2001 р. активне населення становило 310 осіб, з них безробітних - 10 осіб.

Серед осіб, які проживали на території міста у 2001 р., 569 народилися в Каталонії (з них 436 осіб у тому самому районі, або кумарці), 74 особи приїхали з інших областей Іспанії, а 23 особи приїхали з-за кордону. 

Університетську освіту має 7,5% усього населення. 

У 2001 р. нараховувалося 269 домогосподарств (з них 32,7% складалися з однієї особи, 25,7% з двох осіб,18,6% з 3 осіб, 13% з 4 осіб, 7,1% з 5 осіб, 2,6% з 6 осіб, 0,4% з 7 осіб, 0% з 8 осіб і 0% з 9 і більше осіб).

Активне населення міста у 2001 р. працювало у таких сферах діяльності : у сільському господарстві - 8,7%, у промисловості - 11,3%, на будівництві - 21,3% і у сфері обслуговування - 58,7%. 

 У муніципалітеті або у власному районі (кумарці) працює 185 осіб, поза районом - 130 осіб.

### Безробіття
У 2007 р. нараховувалося 13 безробітних (у 2006 р. - 14 безробітних), з них чоловіки становили 30,8%, а жінки - 69,2%.

## Економіка

### Підприємства міста

#### Промислові підприємства
| \| Промислові підприємства міста, за сферою діяльності \| Промислові підприємства міста, за сферою діяльності \| Промислові підприємства міста, за сферою діяльності \| \| Рік \| 2002 р. \| 2001 р. \| \| --------------------------------------------------- \| --------------------------------------------------- \| --------------------------------------------------- \| \| Енергетичні та водні ресурси \| 50% \| 25% \| \| Хімія та метали \| 0% \| 0% \| \| Переробка металів \| 0% \| 25% \| \| Продукти харчування \| 50% \| 25% \| \| Текстиль \| 0% \| 0% \| \| Виробництво меблів, видання \| 0% \| 25% \| \| Інше \| 0% \| 0% \| \| Усього підприємств \| 2 \| 4 \| |         |         |
| Промислові підприємства міста, за сферою діяльності |         |         |
| Рік | 2002 р. | 2001 р. |
| Енергетичні та водні ресурси | 50%     | 25%     |
| Хімія та метали | 0%      | 0%      |
| Переробка металів | 0%      | 25%     |
| Продукти харчування | 50%     | 25%     |
| Текстиль | 0%      | 0%      |
| Виробництво меблів, видання | 0%      | 25%     |
| Інше | 0%      | 0%      |
| Усього підприємств | 2       | 4       |

#### Роздрібна торгівля
| \| Підприємства роздрібної торгівлі міста, за сферою діяльності \| Підприємства роздрібної торгівлі міста, за сферою діяльності \| Підприємства роздрібної торгівлі міста, за сферою діяльності \| \| Рік \| 2002 р. \| 2001 р. \| \| ------------------------------------------------------------ \| ------------------------------------------------------------ \| ------------------------------------------------------------ \| \| Продукти харчування \| 60% \| 66,7% \| \| Одяг та взуття \| 0% \| 0% \| \| Товари для дому \| 10% \| 8,3% \| \| Книги та періодичні видання \| 0% \| 0% \| \| Промислова хімічна продукція \| 20% \| 16,7% \| \| Продукція, пов'язана з транспортними засобами \| 0% \| 0% \| \| Інше \| 10% \| 8,3% \| \| Усього підприємств \| 10 \| 12 \| |         |         |
| Підприємства роздрібної торгівлі міста, за сферою діяльності |         |         |
| Рік | 2002 р. | 2001 р. |
| Продукти харчування | 60%     | 66,7%   |
| Одяг та взуття | 0%      | 0%      |
| Товари для дому | 10%     | 8,3%    |
| Книги та періодичні видання | 0%      | 0%      |
| Промислова хімічна продукція | 20%     | 16,7%   |
| Продукція, пов'язана з транспортними засобами | 0%      | 0%      |
| Інше | 10%     | 8,3%    |
| Усього підприємств | 10      | 12      |

#### Сфера послуг
| \| Підприємства міста, що працюють у сфері послуг, за діяльністю \| Підприємства міста, що працюють у сфері послуг, за діяльністю \| Підприємства міста, що працюють у сфері послуг, за діяльністю \| \| Рік \| 2002 р. \| 2001 р. \| \| ------------------------------------------------------------- \| ------------------------------------------------------------- \| ------------------------------------------------------------- \| \| Гуртова торгівля \| 10,3% \| 6,1% \| \| Готелі та готельний бізнес \| 34,5% \| 42,4% \| \| Транспорт та зв'язок \| 10,3% \| 9,1% \| \| Посередницькі фінансові послуги \| 3,4% \| 3% \| \| Послуги підприємствам \| 0% \| 0% \| \| Послуги фізичним особам \| 34,5% \| 33,3% \| \| Нерухомість та ін. \| 6,9% \| 6,1% \| \| Усього підприємств \| 29 \| 33 \| |         |         |
| Підприємства міста, що працюють у сфері послуг, за діяльністю |         |         |
| Рік | 2002 р. | 2001 р. |
| Гуртова торгівля | 10,3%   | 6,1%    |
| Готелі та готельний бізнес | 34,5%   | 42,4%   |
| Транспорт та зв'язок | 10,3%   | 9,1%    |
| Посередницькі фінансові послуги | 3,4%    | 3%      |
| Послуги підприємствам | 0%      | 0%      |
| Послуги фізичним особам | 34,5%   | 33,3%   |
| Нерухомість та ін. | 6,9%    | 6,1%    |
| Усього підприємств | 29      | 33      |

## Житловий фонд
У 2001 р. 1,1% усіх родин (домогосподарств) мали житло метражем до 59 м², 18,2% - від 60 до 89 м², 60,6% - від 90 до 119 м² і
20,1% - понад 120 м².

З усіх будівель у 2001 р. 75,9% було одноповерховими, 19,7% - двоповерховими, 3,3
% - триповерховими, 0,8% - чотириповерховими, 0,3% - п'ятиповерховими, 0% - шестиповерховими,
0% - семиповерховими, 0% - з вісьмома та більше поверхами.

## Автопарк
| \| Автомобілі, зареєстровані у місті, за призначенням \| Автомобілі, зареєстровані у місті, за призначенням \| Автомобілі, зареєстровані у місті, за призначенням \| \| Рік \| 2006 р. \| 2005 р. \| \| -------------------------------------------------- \| -------------------------------------------------- \| -------------------------------------------------- \| \| Приватні автомобілі \| 54,8% \| 55,1% \| \| Мотоцикли \| 10,2% \| 10,7% \| \| Вантажівки \| 31,7% \| 31,3% \| \| Трактори \| 0,6% \| 0,6% \| \| Автобуси та ін. \| 2,7% \| 2,3% \| \| Усього автомобілів \| 695 шт. \| 655 шт. \| |         |         |
| Автомобілі, зареєстровані у місті, за призначенням |         |         |
| Рік | 2006 р. | 2005 р. |
| Приватні автомобілі | 54,8%   | 55,1%   |
| Мотоцикли | 10,2%   | 10,7%   |
| Вантажівки | 31,7%   | 31,3%   |
| Трактори | 0,6%    | 0,6%    |
| Автобуси та ін. | 2,7%    | 2,3%    |
| Усього автомобілів | 695 шт. | 655 шт. |

## Вживання каталанської мови
У 2001 р. каталанську мову у місті розуміли 98,6% усього населення (у 1996 р. - 99,2%), вміли говорити нею 93,4% (у 1996 р. - 
92,1%), вміли читати 87,5% (у 1996 р. - 81,4%), вміли писати 49,6
% (у 1996 р. - 44,7%). Не розуміли каталанської мови 1,4%.

## Політичні уподобання
У виборах до Парламенту Каталонії у 2006 р. взяло участь 409 осіб (у 2003 р. - 425 осіб). Голоси за політичні сили розподілилися таким чином:
| \| Вибори до Парламенту Каталонії \| Вибори до Парламенту Каталонії \| Вибори до Парламенту Каталонії \| \| Рік \| 2006 р. \| 2003 р. \| \| -------------------------------------- \| ------------------------------ \| ------------------------------ \| \| Конвергенція та Єднання (CiU) \| 54,3% \| 54,8% \| \| Соціалістична партія Каталонії (PSC) \| 16,9% \| 15,8% \| \| Народна партія (PP) \| 4,4% \| 5,6% \| \| Ініціатива за зелену Каталонію (IC) \| 5,4% \| 1,4% \| \| Республіканська лівиця Каталонії (ERC) \| 16,6% \| 21,2% \| \| Громадянська партія (C's) \| 0% \| 0% \| \| Інші \| 2,4% \| 1,2% \| |         |         |
| Вибори до Парламенту Каталонії |         |         |
| Рік | 2006 р. | 2003 р. |
| Конвергенція та Єднання (CiU) | 54,3%   | 54,8%   |
| Соціалістична партія Каталонії (PSC) | 16,9%   | 15,8%   |
| Народна партія (PP) | 4,4%    | 5,6%    |
| Ініціатива за зелену Каталонію (IC) | 5,4%    | 1,4%    |
| Республіканська лівиця Каталонії (ERC) | 16,6%   | 21,2%   |
| Громадянська партія (C's) | 0%      | 0%      |
| Інші | 2,4%    | 1,2%    |

У муніципальних виборах у 2007 р. взяло участь 483 особи (у 2003 р. - 448 осіб). Голоси за політичні сили розподілилися таким чином:
| \| Муніципальні вибори \| Муніципальні вибори \| Муніципальні вибори \| \| Рік \| 2007 р. \| 2003 р. \| \| -------------------------------------- \| ------------------- \| ------------------- \| \| Конвергенція та Єднання (CiU) \| 67,5% \| 57,8% \| \| Соціалістична партія Каталонії (PSC) \| 32,5% \| 42,2% \| \| Народна партія (PP) \| 0% \| 0% \| \| Ініціатива за зелену Каталонію (IC) \| 0% \| 0% \| \| Республіканська лівиця Каталонії (ERC) \| 0% \| 0% \| \| Громадянська партія (C's) \| 0% \| 0% \| \| Інші \| 0% \| 0% \| |         |         |
| Муніципальні вибори |         |         |
| Рік | 2007 р. | 2003 р. |
| Конвергенція та Єднання (CiU) | 67,5%   | 57,8%   |
| Соціалістична партія Каталонії (PSC) | 32,5%   | 42,2%   |
| Народна партія (PP) | 0%      | 0%      |
| Ініціатива за зелену Каталонію (IC) | 0%      | 0%      |
| Республіканська лівиця Каталонії (ERC) | 0%      | 0%      |
| Громадянська партія (C's) | 0%      | 0%      |
| Інші | 0%      | 0%      |